# Anna Rosenwasser
Anna Rosenwasser, née le 1er mai 1990 à Schaffhouse (originaire de Vevey), est une journaliste, militante LGBT et personnalité politique suisse, membre du Parti socialiste.
Elle est députée du canton de Zurich au Conseil national en octobre 2023.

## Biographie
Anna Rosenwasser naît le 1er mai 1990 à Schaffhouse. Elle est originaire de Vevey, dans le canton de Vaud. Son père, informaticien, est de confession juive ; sa mère travaille dans les soins et la restauration. Elle a quatre frères cadets.
Elle grandit à Flurlingen, dans le canton de Zurich, et à Schaffhouse, où elle suit sa scolarité jusqu'au secondaire supérieur. Elle écrit un temps pour les Schaffhauser Nachrichten (de), puis fait des études de journalisme à l'Université des sciences appliquées de Winterthour, suivies d'études d'histoire moderne et de sciences politiques à l'Université de Zurich,. Elle travaille en tant qu'indépendante depuis 2021, notamment en organisant des ateliers et en animant des tables rondes sur les sujets queer, en écrivant des éditoriaux ou des piges et en faisant du placement de produit sur les réseaux sociaux (son compte Instagram compte plus de 43 000 abonnés en juin 2024, le record pour une personnalité politique suisse). Elle tient notamment une colonne dans Republik. 
Elle s'identifie publiquement comme bisexuelle.
Elle vit à Zurich avec sa partenaire, après avoir été en couple avec un homme jusqu'à ses 20 ans,.

## Parcours militant et politique
Membre du comité de l'organisation des jeunes LGBT Milchjugend et cofondatrice d'un groupe de rencontres des jeunes LGBT à Schaffhouse (AnderSH) en 2016, elle est coprésidente de l'Organisation suisse des lesbiennes de septembre 2017 à mai 2021. Elle acquiert une visibilité nationale à ce poste lors des campagnes référendaires sur l'extension de la norme pénale antiraciste à la discrimination en raison de l'orientation sexuelle en 2020 et sur le mariage entre personnes de même sexe en 2021.
Elle adhère à la Jeunesse socialiste en 2018 et se porte candidate au Conseil national en octobre 2019 sur la liste du mouvement.
Elle adhère au Parti socialiste en 2020. Elle crée la surprise en décrochant un siège au Conseil national en octobre 2023, passant de la vingtième place sur la liste socialiste à la huitième le jour de l'élection. Elle est membre de la Commission de la science, de l'éducation et de la culture (CSEC).

## Publication
- (de) Rosa Buch : queere Texte von Herzen, Zurich, Rotpunktverlag (de), 22 février 2023, 240 p. (ISBN 978-3-85869-981-7)[16],[17] (collection d'articles et écrits rédigés entre 2019 et 2022[6])